# Limbo (film 2014 Hartmann)
Limbo  è un film del 2014 diretto da Anna Sofie Hartmann.